# Chasmatopterus annamariae
Chasmatopterus annamariae är en skalbaggsart som beskrevs av Branco 2004. Chasmatopterus annamariae ingår i släktet Chasmatopterus och familjen Melolonthidae. Inga underarter finns listade i Catalogue of Life.